# Orden der Eintracht (Spanien)
Der Orden der Eintracht (Orden de la Concordia) war ein spanischer Ritterorden.
Gestiftet wurde er 1261 von König Ferdinand von Kastilien und Leon. Er wurde als Zeichen der Siege über die Mauren, die Rückgewinnung des Königreiches Granada  und als Festigung der christlichen Hoheit im Königreich  verstanden. Die Aufnahme von Rittern war auf 154 beschränkt.
Über den Verbleib des Ordens ist  nichts bekannt.